# Dans le ciel
Dans le ciel (No céu) é um romance do francês Octave Mirbeau, publicado como novela nas colunas do Écho de Paris entre 1892 e 1893, e publicado como livro apenas em 1989. 

## O tema
Trata-se de uma narrativa em abismo (narrativa que contém outras histórias dentro de si), na qual um primeiro narrador, anônimo, convidado por um amigo que mora numa falésia fantástica, introduz a narrativa desse amigo, chamado Georges, que é um escritor fracassado e que, por sua vez, introduz a fala de seu amigo Lucien. A história de Lucien é a de um homem que acaba por se suicidar cortando a própria mão, por esta representar sua incapacidade de atingir um ideal artístico inatingível. A narrativa termina com esse suicídio, que George ouve atrás de uma porta, sem poder ver nem intervir. Não há retorno ao primeiro narrador, o que causa uma sensação de algo inacabado.

## A dimensão da obra
Este romance, que nunca foi retrabalhado por Mirbeau, que desejava sua publicação em livro, foi escrito numa época em que ele atravessava uma tríplice crise, que durou vários anos : a crise conjugal (seu casamento com Alice Regnault, que o deixou muito infeliz) ; a crise existencial (em que seu pessimismo o confina ao niilismo) ; e a crise literária (em que ele não acredita mais na literatura, questionando radicalmente os pressupostos do romance que se pretende realista e acreditando ser vítima de impotência critativa). Sua narrativa está, portanto, impregnada de um pessimismo bastasnte negro, que aparece em três níveis :
– Em primeiro lugar, é a própria condição humana que aparece como uma tragedia : o homem não é mais que um feto perdido no infinito. Sua existência não tem finalidade nem sentido, ele está condenado à solidão, ao sofrimento e à morte, e o universo não passa de um “crime”, já que tudo que vive está condenado a morrer. Trata-se, no entanto, de um crime sem criminoso, contra o qual não é possível se revoltar e que tem pelo menos a vantagem de preservar a dignificade do homem revoltado.
– Em seguida, a sociedade burguesa é desmistificada: ao invés de permitir a cada um encontrar seu caminho e se desenvolver livremente, tudo é feito para destruir o indivíduo e suas potencialidades, impedindo-o de adequar-se a si mesmo e fazendo dele uma “larva putrefante”. A família, a escola e a Igreja católica conjugam esforços a fim de desumanizar e embrutecer o homem.

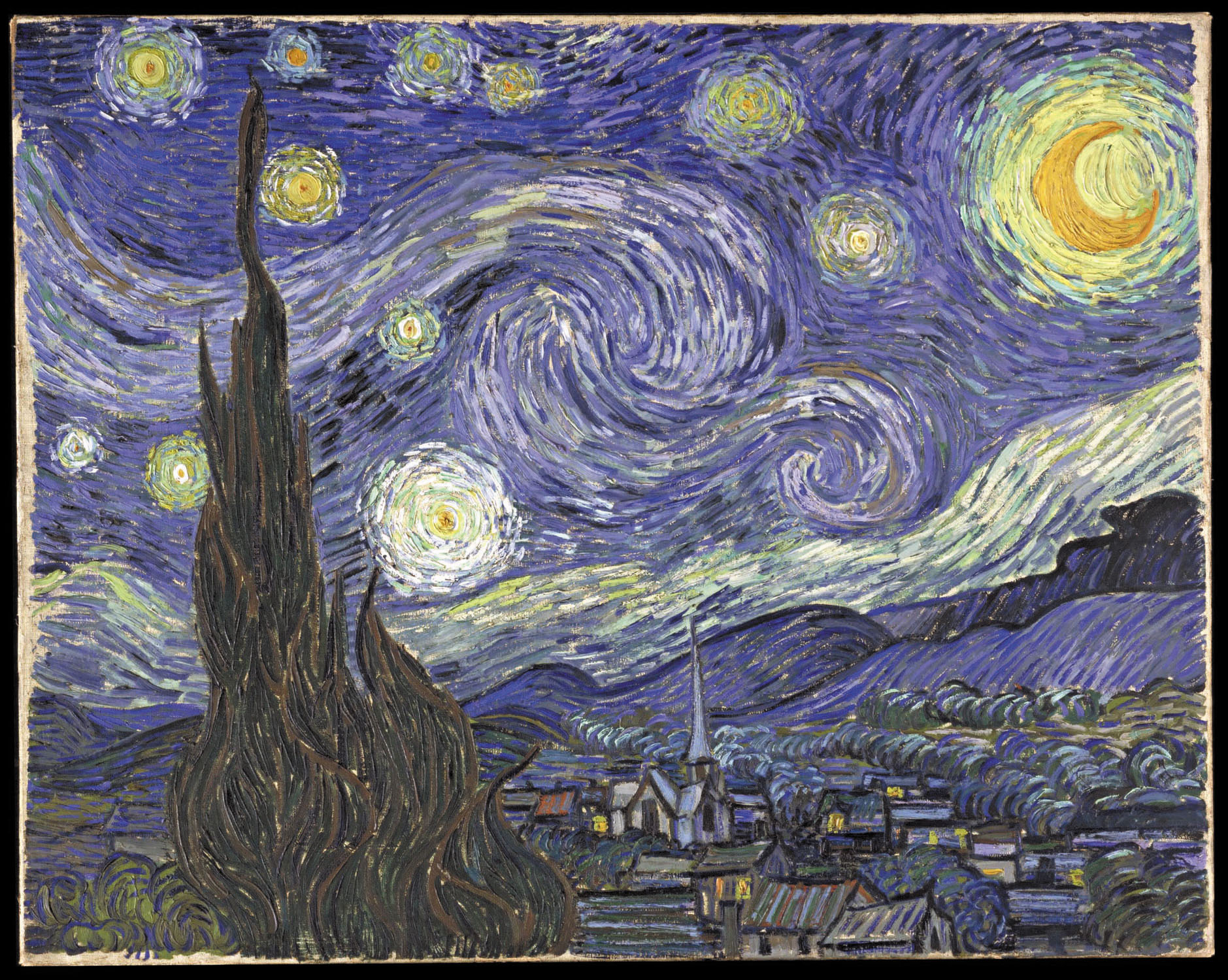
Vincent Van Gogh, A Noite Estrelada, 1889

– Por fim, os que resistem a esta “educastração”, os artistas inovadores, são vítimas, por seu turno, de uma tragédia específica, ilustrada pelo destino do pintor Lucien, inspirado em Van Gogh. Na sociedade burguesa, na qual reina o mercantilismo, eles não podem encontrar seu lugar, são ridicularizados ou perseguidos, tampouco podem viver facilmente de sua arte em vista do pequeno número de amadores esclarecidos e da pouca ajuda do Estado. E, se resolvem se isolar para encontrar seu caminho “no céu” e tentar realizar o ideal que se fixaram para si mesmos, eles se condenam a perseguir quimeras e sua queda ainda é mais dura, já que tentaram subir muito alto. A arte é mortífera e constitui uma tortura.